# Tội ác chiến tranh của Hoa Kỳ trong Chiến tranh thế giới thứ hai
Tội ác của Hoa Kỳ trong thế chiến thứ hai bao gồm các hành động cướp bóc, đánh đập tù nhân, giết người, cưỡng hiếp phụ nữ và đặc biệt là sử dụng vũ khí hủy diệt hàng loạt tại 2 thành phố lớn của Nhật Bản là Hiroshima và Nagasaki.

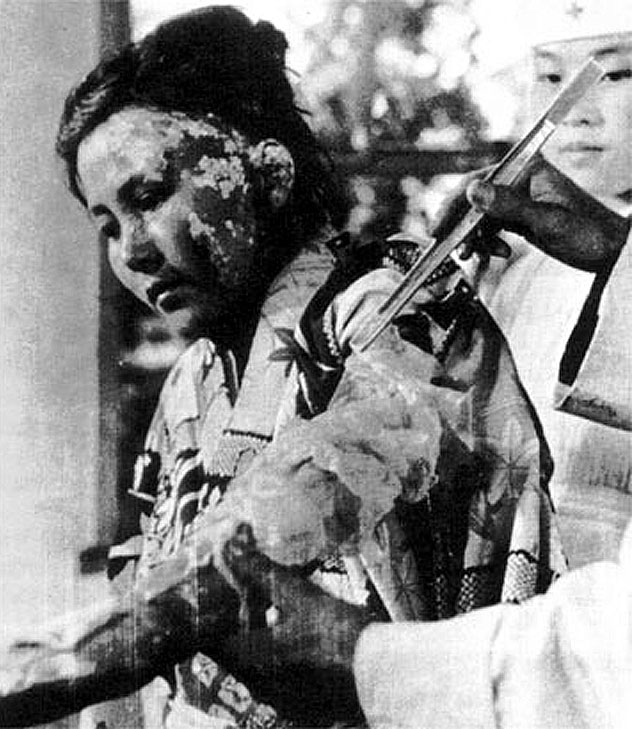
Nạn nhân của vụ ném bom nguyên tử của quân đội Hoa Kỳ

## Okinawa
Trong trận Okinawa, các nhà sử học Nhật đã ước tính có khoảng 10.000 phụ nữ Nhật bị binh sĩ Hoa Kỳ cưỡng bức chỉ trong vòng 3 tháng.

## Thảm sát hàng loạt
Tờ Time thông báo khoảng 2000 dân thường trong 1 làng ở tỉnh Katsuyama bị lính Mỹ giết và cưỡng hiếp. Vụ thảm sát Canicatti ở Ý cũng là một ví dụ, khoảng 8 người trong đó có 1 bé gái 11 tuổi bị quân Mỹ giết hại, người gây ra vụ thảm sát này là Trung tá McCaffrey, một vụ điều tra bí mật đã được thực hiện nhưng ông không bao giờ bị đem ra tòa án. McCaffrey mất năm 1954. Vụ việc chỉ bị phanh phui khi Joseph S. Salemi - làm việc tại Đại học New York là người chứng kiến vụ thảm sát công bố trước dư luận.

## Không kích bừa bãi

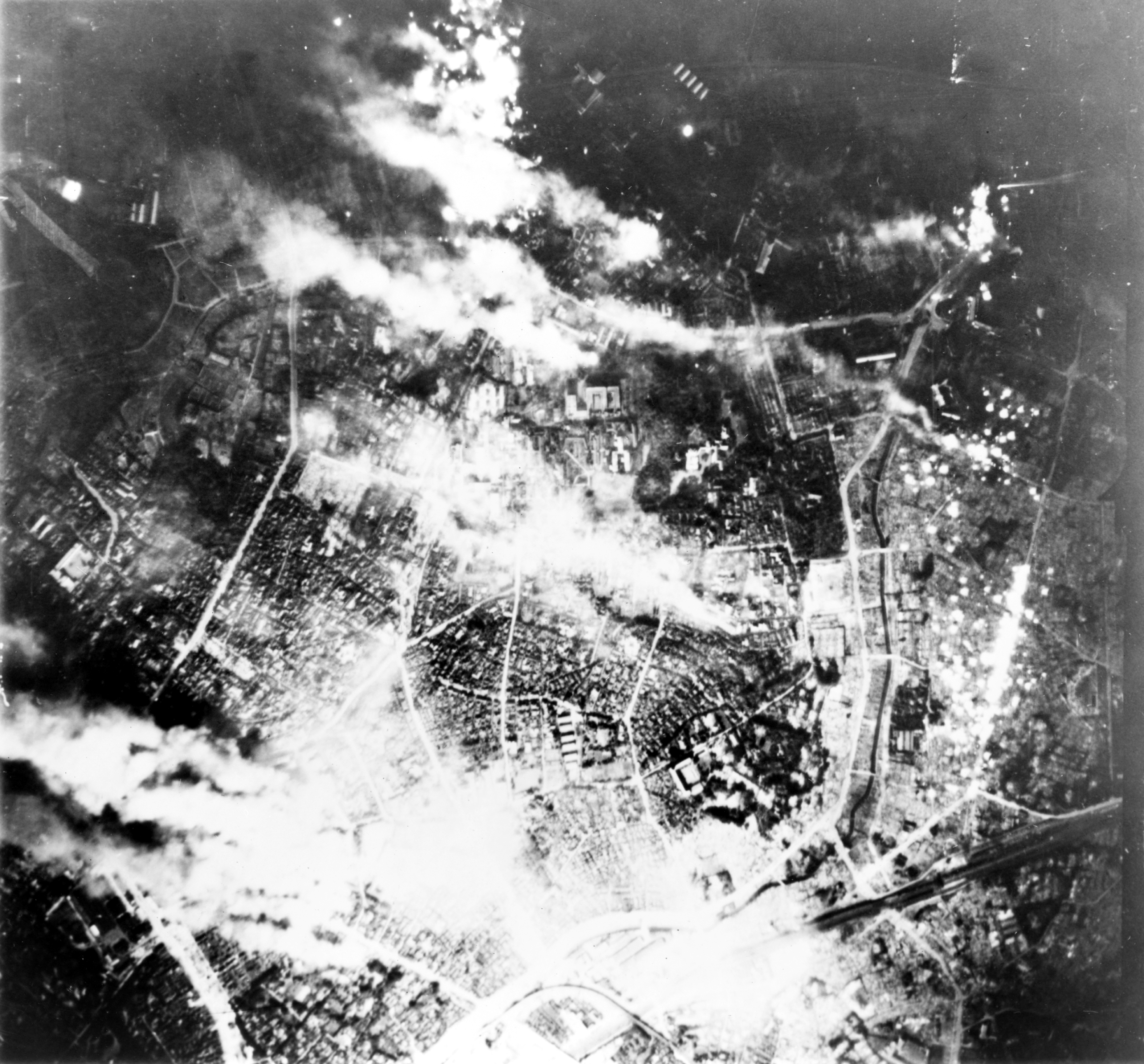
Thành phố Tokyo chìm trong biển lửa sau cuộc không kích của Mỹ vào tháng 5-1945

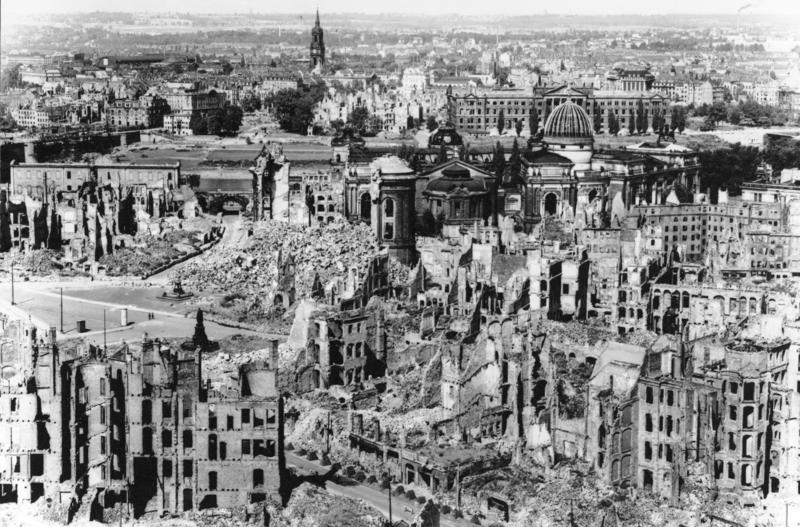
Thành phố Dresden của Đức sau không kích

Trong chiến tranh thế giới thứ hai, lực lượng quân đồng minh đặc biệt là Mỹ và Anh đã không kích bừa bãi vào nhiều thành phố ở Châu Âu và Nhật Bản. Tuy các thành phố này do phát xít Đức hoặc Nhật Bản chiếm đóng nhưng vẫn còn nhiều dân thường sinh sống tại đấy, nhiều trường học bệnh viện bị phá hủy. Ví dụ như thành phố Dresden của Đức hay Tokyo của Nhật Bản vào thời kỳ cuối chiến tranh, đặc biệt là ở Tokyo, cả thành phố trở thành biển lửa sau những trận không kích và đây là một trong những trận ném bom tàn phá khủng khiếp nhất trong lịch sử. Các hành động này được các nhà sử học coi là tội ác . Sau khi Đức Quốc xã đầu hàng, bộ trưởng ngoại giao Joachim von Ribbentrop của chính quyền Đức phát xít cũ đã nhiều lần tố cáo việc Hoa Kỳ và Anh liên tiếp không kích vào dân thường nhưng những lời tố cáo này lại không được xem xét.

## Giết hại tù nhân

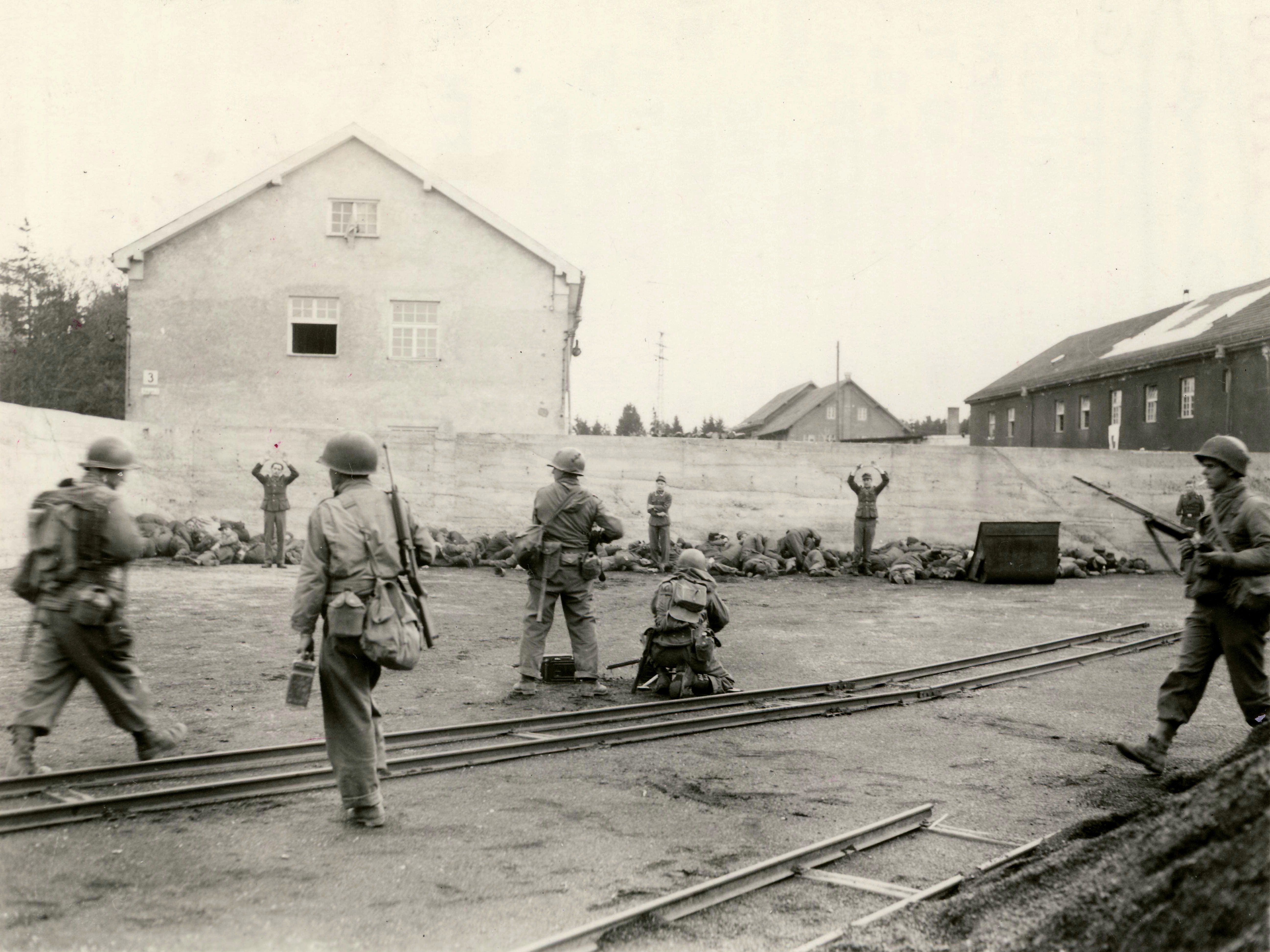
Vụ thảm sát ở Dachau, ngày 29 tháng 4 năm 1945

Vụ thảm sát ở Dachau - một trại tập trung của Đức được thực hiện bởi sư đoàn bộ binh 45, Quân đội Hoa Kỳ vào ngày 29 tháng 4 năm 1945 đã làm chết hàng chục lính SS của Đức đã đầu hàng và cả các tù nhân chiến tranh vô tội của Phát xít Đức.
1 vụ thảm sát khác cũng do sư đoàn bộ binh số 45 Quân đội Hoa Kỳ gây ra là vụ Thảm sát Biscari tại Ý. Khoảng 75 tù nhân chiến tranh của Mỹ (chủ yếu là người Ý) đã bị sát hại vào ngày 14 tháng 7 năm 1943.
Trong vụ Thảm sát Malmedy lệnh bằng văn bản của Trung đoàn bộ binh 328 Quân đội Mỹ, ngày 21 tháng 12 năm 1944, nêu rõ: Không có binh lính SS hoặc lính nhảy dù sẽ được bắt làm tù binh, nhưng tất cả sẽ bị bắn. Thiếu tướng Raymond Hufft (quân đội Mỹ) đã hướng dẫn quân đội của mình không được có bất cứ tù nhân khi họ vượt qua sông Rhine năm 1945. "Sau chiến tranh, khi ông bị phản ứng về các tội ác chiến tranh và ông thừa nhận, nếu người Đức đã giành chiến thắng, tôi sẽ được xét xử tại Nuremberg thay vì chúng."
Gần ngôi làng Pháp Audouville-la-Hubert, 30 tù nhân Wehrmacht của Đức bị thảm sát bởi lính nhảy dù Mỹ..
Frank Sheeran, người từng phục trong sư đoàn bộ binh 45, sau này kể lại: 
"Khi một nhân viên sẽ cho bạn biết để có một vài tù nhân Đức trở lại đằng sau đường dây và bạn vội vàng trở lại, bạn đã làm những gì bạn phải làm".
Sử gia Peter Lieb đã phát hiện ra rằng các đơn vị Hoa Kỳ và Canada đã ra lệnh để không phải bắt tù nhân trong cuộc đổ bộ D-Day tại Normandy. Nếu quan điểm này là chính xác, nó có thể giải thích số phận của 64 tù nhân của Đức (trong số 130 bị bắt)tại Omaha Beach,D-Day.
Theo một bài báo Der Spiegel của Klaus Wiegrefe, hồi ký cá nhân của những người lính Đồng Minh đã được cố tình bỏ qua bởi các nhà sử học cho đến bây giờ bởi vì họ đã đi ngược với huyền thoại "Greatest Generation" xung quanh chiến tranh thế giới thứ II, điều này gần đây đã bắt đầu thay đổi với cuốn sách như Day of Battle của Rick Atkinson, nơi ông mô tả tội ác chiến tranh của Đồng minh ở Ý, và D-Day: Battle for Normandy, bởi Anthony Beevor..

## Ném bom hạt nhân

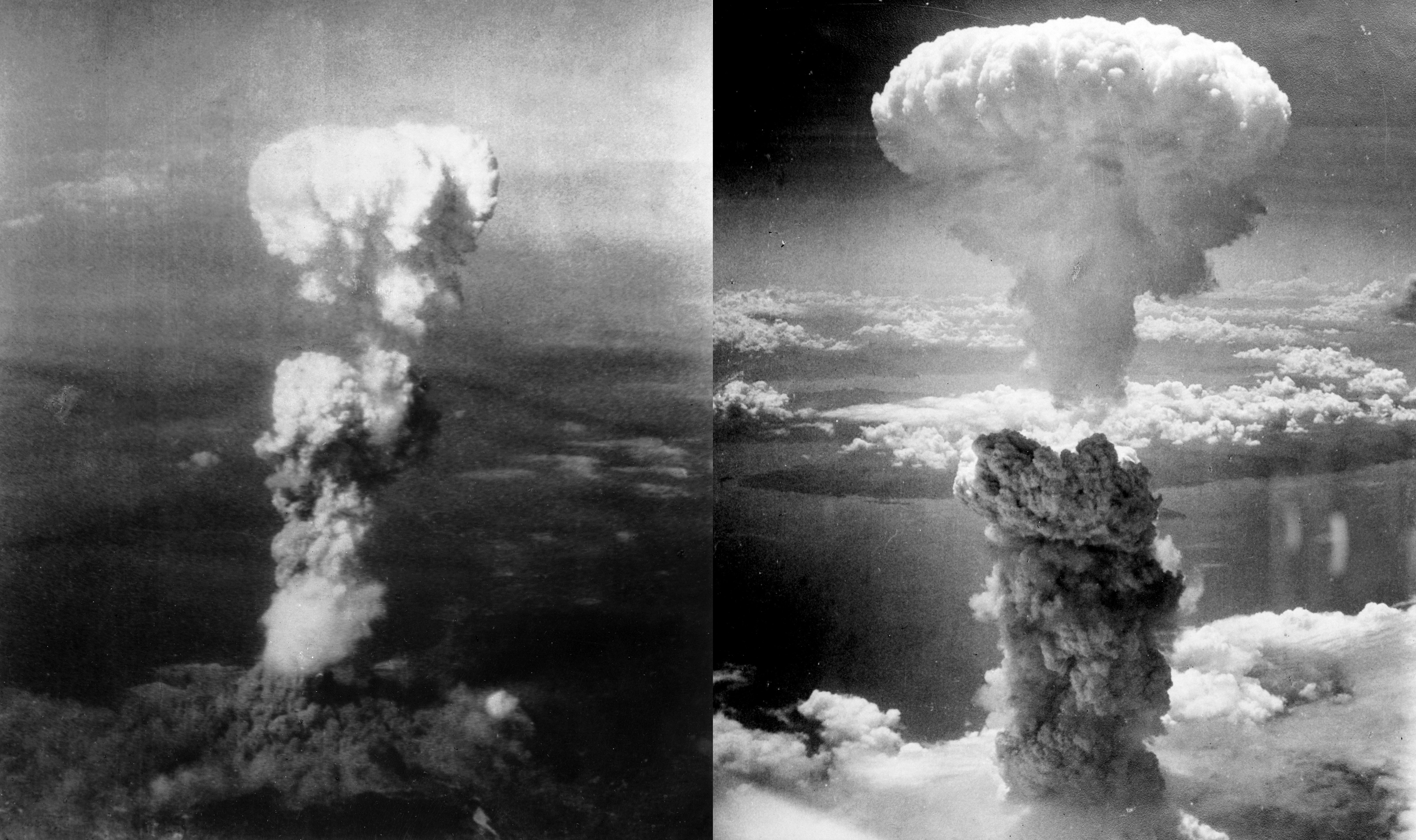
Đám mây nấm từ bom nguyên tử trên bầu trời Hiroshima (trái) và Nagasaki (phải)

Ngày 6-8, vào lúc 1h45 phút, pháo đài bay hạng nặng B-29 Superfortress của không lực Hoa Kỳ cất cánh từ phi trường Tinian cách Hiroshima 1.700 dặm mang theo quả bom nguyên tử mang tên "Little Boy" (tức cậu bé) tiến thẳng tới "thành phố bất hạnh" Hiroshima. Bom được ném lúc 8h45 phút ở độ cao 9500 mét và khi phi cơ bay với tốc độ 520 km/h. "Little boy" phát nổ khi cách mặt đất 600m, 90.000 người thiệt mạng, hàng chục nghìn người khác bị thương và nhiễm phóng xạ. Tổng cộng đã có 140.000 người đã chết vì quả bom nguyên tử. Gần 100 phần trăm thành phố bị phá hủy trong tích tắc. Bán kính bị tàn phá là 1,6 km và cháy trên diện tích 4,4 km vuông.

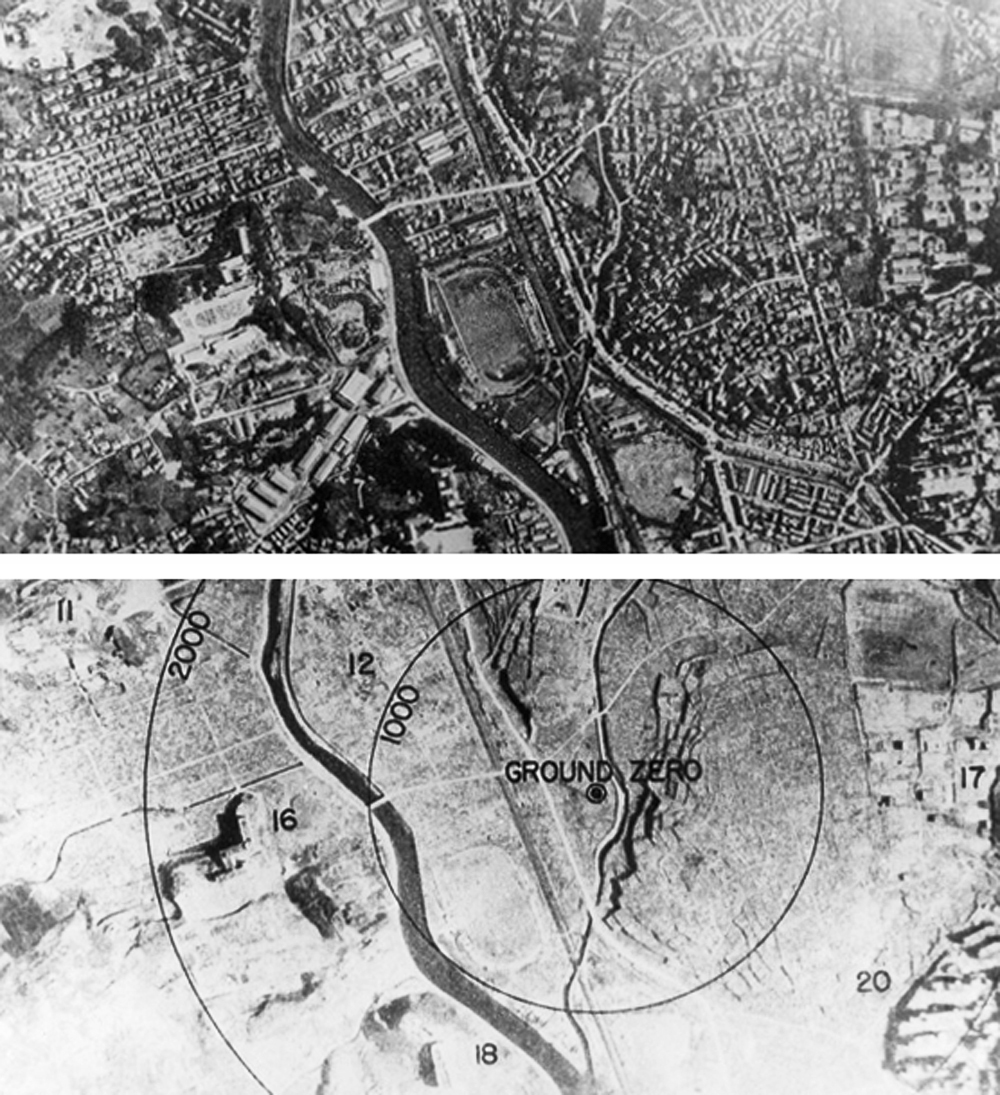
Nagasaki trước và sau thảm họa, từ ground zero (nghĩa là vùng số 0), chỉ vị trí quả bom nguyên tử phát nổ

Ngày 9-8, Mỹ ném quả bom nguyên tử thứ hai tại Nagasaki, pháo đài bay B-29 mang tên Bock's Car đang bay thẳng tới Kokura, nhưng sau đó do lý do nhiên liệu và mây che phủ nên nó chuyển mục tiêu sang Nagasaki. 11h1 phút, quả bom nguyên tử mang tên "Fat Man" (tức ông mập) được ném xuống Nagasaki. 43 giây sau khi bom rơi, Fat Man phát nổ, nhiệt độ tăng đến 3.871 °C và sức gió khoảng 1.000 km/giờ. Do Nagasaki có nhiều đồi núi và do bom rơi hơi chệch mục tiêu nên thiệt hại ở đây ít hơn so với Hiroshima. 70.000 người chết ngay tại chỗ, 60.000 người bị thương và phơi nhiễm phóng xạ. Tổng cộng thương vong là 130.000 người trong tổng số 240.000 người đang sống trong thành phố vào ngày 9-8.
Việc ném bom nguyên tử là do tổng thống Mỹ Harry S Truman phê duyệt. Việc ảnh hưởng của việc ném bom nguyên tử đến sự đầu hàng của đế quốc Nhật vẫn là đề tài tranh cãi. Nhưng việc làm hàng nghìn dân thường vô tội phải thiệt mạng là bằng chứng không thể chối cãi đối sự ác độc của Hoa Kỳ, sự thù oán của Mỹ qua Trận Trân Châu Cảng và để thể hiện sức mạnh của quân đội Hoa Kỳ thông qua sự kiện "thử nghiệm vũ khí nguyên tử tại Nhật Bản".
Sau vụ ném bom, Mỹ bị cộng đồng quốc tế và các cá nhân như nhà bác học Albert Einstein chỉ trích và lên án mạnh mẽ không chỉ thời gian năm 1945 mà còn nhiều năm về sau nữa và cho đến tận ngày nay. Tổng thống Harry S Truman cũng bị lên án, cho rằng ông đã phạm phải tội ác chiến tranh, tội ác chống lại loài người như Peter Kurznick, giám đốc viện Nghiên cứu hạt nhân tại Đại học châu Mỹ tại Washington viết:
"Ông ta (chỉ Harry Truman) biết rằng ông ta đã bắt đầu một quá trình hủy diệt sự sống. Đó không chỉ là tội ác chiến tranh; đó còn là tội ác chống lại loài người."